# MARCKS
El substrato de proteína quinasa C rico en alanina miristoilada (del inglés, myristoylated alanine-rich C-kinase substrate) es una proteína que en los humanos es codificada por el gen MARCKS. Juega un importante rol en la forma de la célula, la migración celular, secreción, transporte de transmembrana, regulación del ciclo celular, y desarrollo neural. Recientemente, el MARCKS ha sido implicada en la exocitosis de un número de vesículas y gránulos como la mucina y la cromafina.
Son proteínas ácidas con grandes proporciones de alanina, glicina, prolina y ácido glutámico. Son ligados por la membrana a través de un enlace de lípidos en el término N, y de dominio polivalente en el centro. Son reguladas por la Ca2+/calmodulina y la proteína quinasa C. En su forma sin fosforilar, se unen a los filamentos de actina, causando que se formen enlaces cruzados, y secuestran fosfolípidos de membrana ácida como el PIP2.
La proteína codificada por este gen es un substrato de la proteína quinasa C. Se localiza en la membrana plasmática y es una proteína de enlaces cruzados con los filamentos de actina. La fosforilación por la proteína quinasa C o el enlace a calcio-calmodulina inhibe su asociación con la actina y con la membrana plasmática, llevando a su presencia en el citoplasma. Se cree que la proteína está implicada en la migración celular, la fagocitosis, el tráfico de membranas y la mitogénesis.

## Interacciónes
MARCKS ha mostrado interactuar con la TOB1 y la NMT2.

## Seguir leyendo
- Aderem, A. (1996). «The MARCKS family of protein kinase-C substrates». Biochemical Society Transactions (en inglés) (Portland Press) 23 (3): 587-591. PMID 8566422.
- Herget, T.; Brooks, S. F.; Broad, S.; Rozengurt, E. (19992). «Relationship between the major protein kinase C substrates acidic 80-kDa protein-kinase-C substrate (80K) and myristoylated alanine-rich C-kinase substrate (MARCKS). Members of a gene family or equivalent genes in different species». European Journal of Biochemistry (en inglés) (John Wiley & Sons) 209 (1): 7-14. PMID 1396720. doi:10.1111/j.1432-1033.1992.tb17255.x.
- Sakai, K.; Hirai, M.; Kudoh, J.; Minoshima, S.; Shimizu, N. (1992). «Molecular cloning and chromosomal mapping of a cDNA encoding human 80K-L protein: major substrate for protein kinase C». Genomics (en inglés) (Academic Press) 14 (1): 175-178. PMID 1427823. doi:10.1016/S0888-7543(05)80301-5.
- Harlan, D. M.; Graff, J. M.; Stumpo, D. J.; Eddy Jr, R. L.; Shows, T. B.; Boyle, J. M.; Blackshear, P. J. (1991). «The human myristoylated alanine-rich C kinase substrate (MARCKS) gene (MACS). Analysis of its gene product, promoter, and chromosomal localization». Journal of Biological Chemistry (en inglés) (American Society for Biochemistry and Molecular Biology) 266 (22): 14399-14405. PMID 1860846.
- Graff, J. M.; Stumpo, D. J.; Blackshear, P. J. (1989). «Characterization of the phosphorylation sites in the chicken and bovine myristoylated alanine-rich C kinase substrate protein, a prominent cellular substrate for protein kinase C». Journal of Biological Chemistry (en inglés) (American Society for Biochemistry and Molecular Biology) 264 (20): 11912-11919. PMID 2473066.
- Herget, T.; Oehrlein, S. A.; Pappin, D. J.; Rozengurt, E.; Parker, P. J.título=The myristoylated alanine-rich C-kinase substrate (MARCKS) is sequentially phosphorylated by conventional, novel and atypical isotypes of protein kinase C (1995). European Journal of Biochemistry (en inglés) (John Wiley & Sons) 233 (2): 448-457. PMID 7588787. doi:10.1111/j.1432-1033.1995.448_2.
- Taniguchi, H.; Manenti, S.; Suzuki, M.; Titani, K. (1994). «Myristoylated alanine-rich C kinase substrate (MARCKS), a major protein kinase C substrate, is an in vivo substrate of proline-directed protein kinase(s). A mass spectroscopic analysis of the post-translational modifications». Journal of Biological Chemistry (en inglés) (American Society for Biochemistry and Molecular Biology) 269 (28): 18299-18302. PMID 8034575.
- Rao, P. H.; Murty, V. V.; Gaidano, G.; Hauptshein, R.; Dalla-Favera, R.; Chaganti, R. S. K. (1994). «Subregional mapping of 8 single copy loci to chromosome 6 by fluorescence in situ hybridization». Cytogenetics and Cell Genetics (en inglés) (Karger) 66 (4): 272-273. PMID 8162705. doi:10.1159/000133710.
- Taniguchi, H.; Manenti, S. (1993). «Interaction of myristoylated alanine-rich protein kinase C substrate (MARCKS) with membrane phospholipids». Journal of Biological Chemistry (en inglés) (American Society for Biochemistry and Molecular Biology) 268 (14): 9960-9963. PMID 8486722.
- Palmer, R. H.; Schönwasser, D. C.; Rahman, D.; Pappin, D. J.; Herget, T.; Parker, P. J. (1996). «PRK1 phosphorylates MARCKS at the PKC sites: serine 152, serine 156 and serine 163». FEBS Letters (en inglés) (John Wiley & Sons) 378 (3): 281-285. PMID 8557118. doi:10.1016/0014-5793(95)01454-3.
- Swierczynski, S. L.; Blackshear, P. J. (1996). «Myristoylation-dependent and electrostatic interactions exert independent effects on the membrane association of the myristoylated alanine-rich protein kinase C substrate protein in intact cells». Journal of Biological Chemistry (en inglés) (American Society for Biochemistry and Molecular Biology) 271 (38): 23424-23430. PMID 8798548. doi:10.1074/jbc.271.38.23424.
- Spizz, G.; Blackshear, P. J. (1997). «Identification and characterization of cathepsin B as the cellular MARCKS cleaving enzyme». Journal of Biological Chemistry (en inglés) (American Society for Biochemistry and Molecular Biology) 272 (38): 23833-23842. PMID 9295331. doi:10.1074/jbc.272.38.23833.
- Qi, Q.; Rajala, R. V.; Anderson, W.; Jiang, C.; Rozwadowski, K.; Selvaraj, G.; Sharma, R.; Datla, R. (2000). «Molecular cloning, genomic organization, and biochemical characterization of myristoyl-CoA:protein N-myristoyltransferase from Arabidopsis thaliana». Journal of Biological Chemistry (en inglés) (American Society for Biochemistry and Molecular Biology) 275 (13): 9673-9683. PMID 10734119. doi:10.1074/jbc.275.13.9673.
- Jin Cho, S.; La, M.; Ahn, J. K.; Meadows, G. G.; Joe, C. O. (2001). «Tob-mediated cross-talk between MARCKS phosphorylation and ErbB-2 activation». Biochemical and Biophysical Research Communications (en inglés) (Elsevier) 283 (2): 273-277. PMID 11327693. doi:10.1006/bbrc.2001.4773.
- Li, Y.; Martin, L. D.; Spizz, G.; Adler, K. B. (2001). «MARCKS protein is a key molecule regulating mucin secretion by human airway epithelial cells in vitro». Journal of Biological Chemistry (en inglés) (American Society for Biochemistry and Molecular Biology) 276 (44): 40982-40990. PMID 11533058. doi:10.1074/jbc.M105614200.
- Rauch, M. E.; Ferguson, C. G.; Prestwich, G. D.; Cafiso, D. S. (2002). «Myristoylated alanine-rich C kinase substrate (MARCKS) sequesters spin-labeled phosphatidylinositol 4,5-bisphosphate in lipid bilayers». Journal of Biological Chemistry (en inglés) (American Society for Biochemistry and Molecular Biology) 277 (16): 14068-14076. PMID 11825894. doi:10.1074/jbc.M109572200.
- Alonso, Sergio; Dietrich, U.; Händel, C.; Käs, J. A.; Bär, M. (2011). «Oscillations in the Lateral Pressure of Lipid Monolayers Induced by Nonlinear Chemical Dynamics of the Second Messengers MARCKS and Protein Kinase C». Biophysical Journal (en inglés) (Elsevier) 100 (4): 939-947. PMC 3037601. PMID 21320438. doi:10.1016/j.bpj.2010.12.3702.
- Lippoldt, J.; Händel, C.; Dietrich, U.; Käs, J. A. (2014). «Dynamic membrane structure induces temporal pattern formation». Biochimica et Biophysica Acta (en inglés) (Elsevier) 1838 (10): 2380-2390. PMID 24866013. doi:10.1016/j.bbamem.2014.05.018.
- Zolessi, Flavio R.; Arruti, Cristina (2001). «Apical accumulation of MARCKS in neural plate cells during neurulation in the chick embryo». BMC Developmental Biology (en inglés) (BioMed Central) 1 (1).
- Zolessi, F. R.; Durán, R.; Engström, U.; Cerveñansky, C.; Hellman, U.; Arruti, C. (2004). «Identification of the chicken MARCKS phosphorylation site specific for differentiating neurons as Ser 25 using a monoclonal antibody and mass spectrometry». Journal of Proteome Research (en inglés) (American Chemical Society) 3 (1): 84-90.
- Zolessi, F. R.; Hellman, U.; Baz, A.; Arruti, C. (1999). «Characterization of MARCKS (Myristoylated alanine-rich C kinase substrate) identified by a monoclonal antibody generated against chick embryo neural retina». Biochemical and Biophysical Research Communications (en inglés) (Elsevier) 257 (2): 480-487.
- Zolessi, Flavio R.; Arruti, Cristina (2001). «Sustained phosphorylation of MARCKS in differentiating neurogenic regions during chick embryo development». Developmental Brain Research (en inglés) (Elsevier) 130 (2): 257-267.
- Zolessi, Flavio R.; Arruti, Cristina (2004). «MARCKS in advanced stages of neural retina histogenesis». Developmental Neuroscience (en inglés) (Karger) 26 (5-6): 371-379.
- Zolessi, Flavio R.; Toledo, Andrea; Arruti, Cristina (2013). «A novel effect of MARCKS phosphorylation by activated PKC: the dephosphorylation of its serine 25 in chick neuroblasts». PLOS ONE (en inglés) (Public Library of Science) 8 (4).

- Datos: Q18028763